# 紅旗・HS7
HS7は、中華人民共和国の自動車ブランド、紅旗の高級乗用車SUVである。

## 概要

### パワートレイン
3.0リッターのスーパーチャージャー付きエンジンを搭載し、337馬力と445 Nmを発生する。そこにアイシンの8速オートマチックを組み合わせている。

#### 2021年モデル
7速デュアルクラッチトランスミッションと組み合わせて、252馬力と380 Nmを発生する2.0リッターターボ付きエンジンが追加された。
全ての3.0リッターモデルにはフルタイムの四輪駆動システムが標準装備され、また、全ての2.0リッターモデルには後輪駆動システムを標準装備としている。

## 日本での販売
2022年5月、H9に続いて、HS7が、日本のナンバープレートを取得し、発売を開始した。